# پیرانا سه‌بعدی
پیرانا سه‌بعدی (به انگلیسی: Piranha 3D) فیلمی ترسناک و بازسازی پیرانا و محصول سال ۲۰۱۰ کشور آمریکا است.

## خلاصه داستان
ماهیگیری به نام متئو بوید که در دریاچه ویکتوریا در حال ماهیگیری بود، زلزله کوچکی را احساس می‌کند و ناگهان کف دریاچه شکافته شده و گردابی شکل می‌گیرد. بوید در آب سقوط کرده و توسط ماهیان گوشتخوار ماقبل تاریخ به نام پیرانا تکه‌تکه می‌شود.
جیک (استیو آر مک‌کوئین) که فرزند کلانتر جولی (الیزابت شو) است به عنوان راهنمای گردشگران همراه با یک گروه فیلمبرداری فیلم‌های پورنو عازم دریاچه می‌شوند.